# Wereldbeker schaatsen 2023/2024 - Wereldbeker 5
De Wereldbeker schaatsen 2023/2024 Wereldbeker 5 was de vijfde wedstrijd van het wereldbekerseizoen die van 26 tot en met 28 januari 2024 plaatsvond op de Utah Olympic Oval in Salt Lake City, in de Verenigde Staten.
Op het snelle ijs in Salt Lake City reed Jordan Stolz een wereldrecord op de 1000 meter. Op de 1500 meter reed hij de derde tijd ooit gereden en datzelfde gold voor Patrick Roest op de 5000 meter. Verder waren er wereldrecords voor de Amerikaanse mannenploeg op de ploegenachtervolging en de Chinese mixed gender relay.

## Tijdschema
| Datum               | Tijd (CET) | Onderdeel |
| ------------------- | ---------- | --- |
| Vrijdag 26 januari  | 20:30      | 1e 1000 m vrouwen 1e 1000 m mannen 3000 m vrouwen massastart mannen                                              |
| Zaterdag 27 januari | 20:00      | 1500 m mannen 500 m vrouwen 1500 m vrouwen 500 m mannen ploegenachtervolging mannen ploegenachtervolging vrouwen |
| Zondag 28 januari   | 20:00      | 2e 1000 m vrouwen 2e 1000 m mannen 5000 m mannen massastart vrouwen mixed gender relay                           |

## Podia

### Mannen
| Wedstrijd            | Goud                                                     | Tijd              | Zilver                                                        | Tijd              | Brons                                                    | Tijd              |
| 500 m                | Jordan Stolz Verenigde Staten                            | 33,96             | Laurent Dubreuil Canada                                       | 34,05             | Yuma Murakami Japan                                      | 34,16             |
| 1e 1000 m            | Jordan Stolz Verenigde Staten                            | 1.05,37 WR        | Ning Zhongyan China                                           | 1.06,97           | David Bosa Italië                                        | 1.07,06           |
| 2e 1000 m            | Jordan Stolz Verenigde Staten                            | 1.06,32           | Tim Prins Nederland                                           | 1.06,40           | Tatsuya Shinhama Japan                                   | 1.06,72           |
| 1500 m               | Jordan Stolz Verenigde Staten                            | 1.40,87           | Ning Zhongyan China                                           | 1.41,78           | Wesly Dijs Nederland                                     | 1.42,77           |
| 5000 m               | Patrick Roest Nederland                                  | 6.02,98           | Davide Ghiotto Italië                                         | 6.04,23           | Ted-Jan Bloemen Canada                                   | 6.06,88           |
| Massastart           | Chung Jae-won Zuid-Korea                                 | 60 punten 7.42,35 | Bart Swings België                                            | 41 punten 7.42,40 | Bart Hoolwerf Nederland                                  | 20 punten 7.42,77 |
| Ploegenachtervolging | Verenigde Staten Ethan Cepuran Casey Dawson Emery Lehman | 3.33,66 WR        | Noorwegen Sander Eitrem Peder Kongshaug Sverre Lunde Pedersen | 3.35,30           | Italië Davide Ghiotto Andrea Giovannini Michele Malfatti | 3.36,69           |

### Vrouwen
| Wedstrijd            | Goud                                                     | Tijd              | Zilver                                        | Tijd              | Brons                                                           | Tijd              |
| 500 m                | Erin Jackson Verenigde Staten                            | 36,90             | Kimi Goetz Verenigde Staten                   | 37,08             | Kim Min-sun Zuid-Korea                                          | 37,22             |
| 1e 1000 m            | Miho Takagi Japan                                        | 1.12,77           | Kimi Goetz Verenigde Staten                   | 1.12,85           | Han Mei China                                                   | 1.13,64           |
| 2e 1000 m            | Kimi Goetz Verenigde Staten                              | 1.13,08           | Jutta Leerdam Nederland                       | 1.13,17           | Femke Kok Nederland                                             | 1.13,21           |
| 1500 m               | Miho Takagi Japan                                        | 1.51,60           | Antoinette Rijpma-de Jong Nederland           | 1.52,04           | Joy Beune Nederland                                             | 1.52,23           |
| 3000 m               | Joy Beune Nederland                                      | 3.56,86           | Irene Schouten Nederland                      | 3.58,20           | Valérie Maltais Canada                                          | 3.59,71           |
| Massastart           | Ivanie Blondin Canada                                    | 60 punten 8.14,70 | Irene Schouten Nederland                      | 43 punten 8.14,81 | Valérie Maltais Canada                                          | 20 punten 8.15,14 |
| Ploegenachtervolging | Canada Ivanie Blondin Valérie Maltais Isabelle Weidemann | 2.54,07           | Japan Momoka Horikawa Yuna Onodera Ayano Sato | 2.55,51           | Verenigde Staten Giorgia Birkeland Brittany Bowe Mia Manganello | 2.57,66           |

### Gemengd
| Wedstrijd          | Goud                          | Tijd       | Zilver                                  | Tijd    | Brons                              | Tijd    |
| Mixed gender relay | China Sun Chuanyi Jin Wenjing | 2.54,90 WR | Duitsland Hendrik Dombek Anna Ostlender | 2.56,02 | Zuid-Korea Yang Ho-jun Lee Na-hyun | 2,56.20 |